# Toms River
Toms River is een plaats (census-designated place) in de Amerikaanse staat New Jersey, en valt bestuurlijk gezien onder Ocean County.

## Demografie
Bij de volkstelling in 2000 werd het aantal inwoners vastgesteld op 86.327.

## Geografie
Volgens het United States Census Bureau beslaat de plaats een oppervlakte van
105,2 km², waarvan 102,0 km² land en 3,2 km² water. Toms River ligt op ongeveer 0 m boven zeeniveau.

## Plaatsen in de nabije omgeving
De onderstaande figuur toont nabijgelegen plaatsen in een straal van 8 km rond Toms River.

## Geboren
- Mark McCormick (1962), golfprofessional
- Andrew Valmon (1 januari 1965), sprinter
- Brian Geraghty (13 mei 1975), acteur
- Piper Perabo (1976), actrice
- Tom Guiry (12 oktober 1981), acteur
- Frankie Edgar (16 oktober 1981), vechtsporter